# Сант'Антонио (Латина)
Сант'Антонио је насеље у Италији у округу Латина, региону Лацио.
Према процени из 2011. у насељу је живело 191 становника. Насеље се налази на надморској висини од 2 м.